# Klaus Poeck

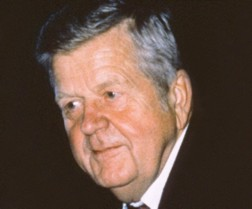
Klaus Poeck

Klaus Poeck (* 3. Januar 1926 in Berlin; † 10. Mai 2006 in Aachen) war ein deutscher Neurologe, der grundlegende Beiträge für das Feld der Neurologie und Neuropsychologie geleistet hat. Er war Lehrstuhlinhaber in Aachen.

## Leben
Klaus Poeck wurde 1926 als Sohn von Elisabeth Poeck, geborene Erdmann, und des Arztes Erich Poeck, in Berlin geboren. Er ging dort zur Schule und absolviert das Studium der Medizin in Berlin für die vorklinischen Fächer und für die klinischen Fächer in Heidelberg. Sein Medizinisches Staatsexamen legte er 1953 ab, gleichzeitig erfolgte die Promotion zum Doktor der Medizin in Heidelberg. Seine Facharztausbildung hat er von 1954 bis 1959 in Heidelberg bei Paul Vogel, in Düsseldorf bei Eberhard Bay in der Neurologie absolviert. Seine psychiatrische Ausbildung hat er in Bern bei Max Müller erhalten, wo er zusammen mit Georg Pilleri die Psychopathologie des frontalen und limbischen Systems erforschte. In den Jahren 1957 und 1958 war er mit einem DFG-Stipendium in Pisa am Institut für Physiologie bei Giuseppe Moruzzi tätig.
Nach der Facharztanerkennung ging er zunächst als wissenschaftlicher Assistent nach Freiburg im Breisgau an die Abteilung für Neurologie und Psychiatrie der Universität, wo er sich 1961 habilitierte, Privatdozent und Oberarzt an der Psychiatrischen und Nervenklinik wurde. Im Jahr 1967 erfolgte der Ruf als ordentlicher Professor auf den neu gegründeten Lehrstuhl für Neurologie an der ebenfalls neu gegründeten Medizinischen Fakultät der Technischen Hochschule Aachen. Hier schaffte er es, die klinische Neurologie, die Neuropsychologie und die Aphasiologie auf einen internationalen Standard zu bringen. Neben der Aufbauarbeit als Abteilungsvorstand der Neurologischen Klinik fokussierte Klaus Poeck seine Forschungsinteressen auf klassische neuropsychologische Themen wie das Gerstmann-Syndrom und Taxonomie der Apraxien. in den frühen 70er-Jahren entwickelte er eine immer stärkere Affinität zur Aphasieforschung, zusammen mit Wissenschaftlern aus dem Gebiet der Linguistik und Psychometrie. Nachhaltige Bedeutung hat die Entwicklung des Aachener Aphasie-Test (AAT), der in viele Sprachen übersetzt wurde, erlangt.
Klaus Poeck war ein sprachbegabter Mensch, der Italienisch, Französisch und Englisch fließend beherrschte und viele kulturelle Interessen verfolgte. Er war ein Mann der bildenden Künste, der Musik und der Literatur. Darüber hinaus gehörte Poeck im Jahr 1968 zusammen mit vielen anderen Professoren der RWTH Aachen zu den Unterzeichnern des „Marburger Manifestes“, das eine akademische Front gegen die aufkommende Mitbestimmung an den Hochschulen bildete.
Klaus Poeck war evangelisch, ab 1963 mit der promovierten Margrit Poecke, geborene Töbing, verheiratet und hatte einen Sohn (Karsten-Axel). Ab 1991 war er mit Helga Poeck, geb. Fuß, verheiratet. Er fand seine letzte Ruhestätte im Familiengrab auf dem Aachener Waldfriedhof.

## Werk
Sei Publikationsverzeichnis umfasst mehr als 250 Artikel und Buchkapitel. Er war Herausgeber des Journal of Neurology und „Associated Editor“ von internationalen Journalen wie Cortex und Neuropsychology. Ein Standardwerk wurde sein Lehrbuch der Neurologie, das 1966 zum ersten Mal und 1978 in fünfter Auflage erschienen ist; an seinem Todestag erschien die 12. Auflage. Zusammen mit bei Hanns Christian Hopf und Hans Schliack hat er das Handbuch Neurologie in Praxis und Klinik herausgegeben.
In den Jahren 1985 und 1986 war Klaus Poeck Präsident der Deutschen Gesellschaft für Neurologie, 1979 bis 1981 Präsident der Academy of Aphasia, 1989 bis 1997 Chairman of Steering Commities of the World Federation of Neurology. Klaus Poeck war Ehrenmitglied vieler internationaler Gesellschaften, so der American Neurological Association, der Société Belge de Neurologie, der Fulton Society, de Association of British Neurologists, der European Neurological Society und der Österreichischen Gesellschaft für Neurologie. Er war Fellow of the American Academy of Neurology, der Royal Society of Medicine in London und des Royal College of Physicians in London. Im Jahr 1988 wurde er zum Mitglied der Leopoldina gewählt. Er war ab 1968 zudem Mitglied der International Brain Research Organization. Des Weiteren war er ab 1967 Mitglied der American Academy of Aphasia, ab 1977 des Board of Governors und ab 1972 der Research Group of Aphasia der World Federation of Neurology.